# 自殺島
『自殺島』（じさつとう、Suicide Island）は、森恒二による日本の漫画。『ヤングアニマル』（白泉社）にて、2008年22号から2016年No.17まで連載された。単行本は14巻までのレーベルはジェッツコミックスで、15巻以降はヤングアニマルコミックスでの刊行となる。
日本近海の孤島を舞台に、政府によりこの島に送りこまれた自殺未遂常習者たちが、命の意味と向き合いながら生きていく物語である。作中では、食糧を確保するため登場人物達が狩猟採集や農耕をする姿が描かれており、前作『ホーリーランド』と同様に、作者の経験を交えながら図解付きでサバイバルに関する説明がなされている。森恒二は実際に何度も南の島へ足を運び、海での突き漁を、また京都で猟師と共に山へ入ることも体験した。その経験から狩猟のシーンも自信をもって描けたと語っている。
続編として、前日譚にあたる『無法島』が同誌の2019年No.4から2022年No.15まで連載。

## あらすじ
プロローグ
主人公の青年セイは自殺未遂を繰り返した末、「生きる義務」を放棄した意思を示す書類に署名する。病院のベッドの上で意識を失ったセイは、目が覚めた時、自分がまだ生きており、そして自分と同じ自殺未遂者たちが周囲に何人もいることに気付く。そして、今いる場所が自殺を繰り返す“常習指定者”が送り込まれる島「自殺島」であることを知る。
その直後、絶望し飛び降り自殺をするグループが現れ、落下して死に損ねた者の惨状を目の当たりにし、一旦自殺を踏み留まる。死ねないならば生きるしかない、矛盾を抱えた彼らのサバイバル生活が始まる。
序盤
リーダーシップの執れるリョウと、知的で冷静沈着なカイが中心となり、『山側のグループ』が出来る。自生するバナナや漁網を見つけたことから当面の食糧問題は解決したと安堵するも、程なくして水温が下がり始めたことで食料不足に直面するようになり、海水から塩を作り干物を作ろうと画策する。
山中で野生の鹿の群れに遭遇したセイは、大自然の中に自分の居場所を見出すようになる。そして自作の弓矢を手に、単身鹿の狩猟を敢行する。山中でかつて『無法島』と言われた時代に囚人として送られてきた先住者に遭遇し、シカ肉の燻製法を教わり、さらに子犬のイキルを譲り受ける。その後、猟のできるセイの命を狙う集団を返り討ちにしたセイは、改心し謝罪したケンに猟を教えるようになる。
一方、リョウたちは筏を作り『自殺島からの脱出』を図る。しかし自衛隊の船による妨害で筏は半壊し、島への帰還を余儀なくされる。希望を絶たれたリョウは、リーダーの座を降り孤立して生きようとする。理性的なスギが一時リーダー役を務めるが、働かないメンバー達から食料を奪われるようになる。(第4巻まで)
中盤
力でグループを支配するサワダが率いる『海側のグループ』が出現する。そこに嫌気が差したナオが『山側のグループ』へ逃亡してくる。『海側のグループ』は恐怖政治を行うサワダによってマインドコントロールされ、男性メンバー達と女性メンバー達による乱交が繰り広げられるというコミュニティーとなっていた。快楽主義者のサワダは、当初自身のグループ内での生活だけで満足していたものの、その日々にも味気無さを覚え始め『海側のグループ』を敵視するようになる。
また『山側のグループ』でも、元来歪んだ心根の持ち主であるカイが、精神的に追い詰められた生存者たちに対して親身を装い「無理しなくていい、楽になっていい、一緒に逝ってあげる」と言葉巧みに自殺を誘導したり、時には自殺に見せかけて絞殺していた。やがてこれらの不審死に疑問を抱いたセイやリョウたちにより、それらがカイの仕業であったことが発覚するし、カイはグループを追放される。
一方、かつて義父から性的虐待を受けていたリブは、自然と共生するセイの姿を目にすることで次第に自身が生きることを肯定するようになる。やがてセイとリブは互いに惹かれ合い、恋人同士となる。(12巻まで)
終盤
その後、ナオの身柄や食料などの奪い合いを発端にして、農業に精通していたミノルほか数名が『海側のグループ』に襲撃されて死亡し、本格的な抗争へと発展していく。
『海側のグループ』に加わったカイの指揮による女を使った騙し討ちに対し、セイによるサワダ暗殺未遂など、双方の攻防が続いた後、『サワダの村』への急襲作戦が決行される。しかしそれを予知したカイは、その隙に『山側のグループ』の本拠地である学校へと全員で乗り込み占領する。
仲間を人質に取られたものの校舎を奪還し、最終的に逃亡するサワダにセイは矢を射り傷を負わせる。追撃により海に逃れたサワダはサメの餌食となる。『海側のグループ』と和解したセイ達は、いくつかの取り決めをして、今後は距離を取りつつも交流することになる。(15巻まで)
ラスト
仲間たちの死や、ナオの出産を通して、セイは生きる意味を「命のバトン」を繋いでいくことだと理解し、自殺は善くないと確信する。
抗争後、幽閉されていたカイによりリョウが刺殺され、リヴを人質に取られる。開けた平野にて猟犬イキルをひもで繋いだ上で、武器を捨て投降することを迫られるセイだったが、偶然通りかかった先住者の協力を得て、弓でカイを射殺し、リヴを救出する。
エピローグ
その後、自殺島は政府の特別自治区見直しにより解放され、「イキルの島」と改名。特別自治を保ったまま未遂者などの社会復帰プログラムに活用されることになり、スギは島との仲介役として活動し、セイを始めとした中核メンバーは島に残り、物語は幕を閉じる。

## 世界設定
作中の日本は、国民はIDによって政府に管理されている。そのIDが剥奪されるということは日本国民としての権利と義務を失うことを意味する。舞台は基本的に島内とその周辺の海域に限定されており、日本本土での描写は登場人物の過去の回想、または「凶悪犯罪が増加している」、「自殺者が急増しているが彼らを支援し立ち直らせるための予算が不足してきている」など、伝聞や噂の形でのみ語られている。

### 自殺島
何人もの自殺未遂の常習者達が送り込まれた孤島。家屋や廃校舎、生活物資など、かつて人が居住していた形跡があるが、住民は既に残っていない模様である。家屋の中には白骨死体が何体も残されており、山中にも自殺したと思われる死体が存在する。
自然に囲まれており、多くの草木や動物が生息し、食用に適した果実なども自生している。天敵がいないためか、鹿の数も多く、猪による農作物の食害も発生している。島の住人が飼っていたと思われる鶏などの家畜も生息し、畑地だった場所から残された農作物も発見される。セイ達が住む島の北西に「小さな離島」があり、そこには野生化したヤギの群れが生息している。捕食者のいない環境で過剰に増殖したヤギによって、離島の植生は食べ尽くかけていた。
政府の人間によって立てられたと思しき看板に、この島に送り込まれた者達はIDを剥奪され国民としての権利と義務を失ったこと、そしてこの島と周囲の近海1キロメートル以内より外に出ることを禁じる旨が書かれている。日本近海にある模様だが、正確な位置や島名は不明。狩猟のために山に入ったセイが出会った男の話によると、この島はかつては凶悪犯達が送り込まれ、お互いに殺し合いをした「無法島」であったという。
なお、自殺島の存在は政府によって隠蔽されているが、本土ではネット上の噂として知られている。
自殺島マップに描かれた地図が、八丈島と八丈小島に酷似すると言われている。

## 登場キャラクター
本作では名前が不明な人物、明かされていない人物が存在する。本項では名前が明らかになっている人物のみ記載する。

### 主人公とヒロイン
セイ
本作の主人公。自殺未遂の常習者。背の低い青年で物語開始当初は19歳。日本本土に居た時期は人生の目標や活力を見出せず、オーバードラッグとリストカットによる自殺未遂を繰り返し、「生きる義務」を放棄した「常習指定者」となる。その後、意識を取り戻した際、他の常習指定者たちと共に自分が見知らぬ孤島に放置されていることに気付く。
高校時代に出会った先輩の青山から弓矢のことを教わり、その知識を基に試行錯誤を重ねた末に自作の弓矢を完成させる。その弓矢で狩猟をするようになり、それを通じて命の意味を再認識していくようになる。
リヴ
常習指定者の1人。セイが島で目覚めた際に近くにいた、長髪の美しい女性。母親がロシア人のハーフ。10歳の時、母が自身を残して帰国した後、暮らしが荒んでいった父親の元から、父の親戚の家に預けられる。そこで養父から性的虐待を受け続け、その仕打ちに対し心と体を切り離し人形のようになることで耐え続けてきた。義務教育を終えた後、家を出て一人暮らしを始めるが、男性と付き合っても過去の記憶が甦り、養父への性的虐待を受けていた時と同様に人形のようになってしまうことで、どの男性とも破綻してきた。
本名は「マリア」だが、本土での過去を思い出すため、この名で呼ばれることを嫌っている。「リヴ」はセイが考えた名前で「セイ（生）」や「イキル（生きる）」と同じ「Live（生きる）」という意味を込めてつけたもの。
島で過ごした最初の夜が明けた後、セイを誘い廃校舎の屋上から投身自殺を図るが、その場は思い留まる。以後、島で生きようとするセイの変化を見続け、次第に惹かれていく。
イキル
セイが狩猟のパートナー（猟犬）として飼うことにした子犬。元は山奥に1人で潜み暮らしていた先住者が飼っていた犬の中の1匹。

### 山側のグループ
カイ
常習指定者の1人。セイが自殺未遂をした後に送致された施設で出会った青年。セイより1歳年上。冷静な視点で物事を見据えている。リョウと共にグループの指導者となり、農作物による食糧の確保を目指すが、他のメンバーとは一線を引いた態度が多い。
その本性は「人間という種族に生きる価値など無い」という歪な価値観の持ち主である。悩みを抱える者に近付き、優しく接しながらも、絶望を煽るようなことを吹き込み、グループの人間を次々と自殺に追いやっていた。やがてセイたちはそのことを察知するも彼を止められず、カイに心を寄せ彼を信奉する者達もグループ内に増えていった。しかしミキを飛び降り自殺に追い込もうとした現場をセイたちに発見された際に、これまでの所業とさおりを殺害したことを追及された末、集落を追放される。追放された際、セイたちが住んでいた廃校舎を燃やして、彼らを殺そうとする行為に及ぶ。その後は食料を得られず困窮していたが、紆余曲折の末に『海側のグループ』に加わる。自殺島に連れてこられた直後や山側のグループが成立し始めた当初は、一見広い知識で信頼を得るが、その知識は実体験や生活を通じた経験に裏打ちされた深い知識では無く、浅いものであることが次第に見透かされるようになる。それでも『山側のグループ』が彼を排除することは無かったが、内に秘めたプライドの高さや前述の価値観などから、生きることの意味を見出し始めたセイたちを本心から認めることができず、自ら精神的な孤立を深めていくことになる。
サワダの死後は海側のグループからも見限られ、廃校舎のトイレに幽閉されていたが、収穫祭の夜にリョウを唆して殺害し、リヴを人質に脱走する。最期は牧草地帯の丘でセイに腹を射抜かれ、自身の行動の原理は皆に置いて行かれたという劣等感から変質した殺意であることを伝え、先住者をしてホッとしたような顔でセイに看取られながら死亡する。
リョウ
自殺未遂者とは思えぬほど、活力に満ちた青年。グループのリーダー格となり、皆を引っ張る。明るい性格で人懐こく、女性からの人気も高い。
かつて同棲していたエリという恋人を交通事故で亡くして以来、エリの元へ行くことばかり考え、彼女が事故死した交差点で何度も自殺を試みたが、それでも死ねなかったという過去を持つ。
自分の死に場所を自分で決めたいという思いから本土への帰還を望み、自作の筏で有志と共に本土へ戻ろうと試みるが、哨戒していた巡視艇に筏を破壊された。その後、島に帰り着くものの、それからは心を閉ざし1人で漁をしていたが、セイの説得で再びグループへと戻る。
仲間想いで人を傷つけることを嫌っており、港側のグループとの抗争にも消極的な姿勢を見せていた。しかし抗争が激化してきたことを機に、リーダーの座をリュウに譲る。
海側のグループとの抗争が終結し集落が平和になっても尚、過去の未練に苦悩していたところ、幽閉されていたカイに懇願され、トイレから出した直後に背後から刺され、致命傷を負う。命が尽きる前に、集まった集落の皆に感謝の想いを伝えきったところで、エリはすぐ傍にいたという幻影を見て息を引き取る。
常に被っていたバンダナはセイに託され、セイとリヴの間に生まれた子供が被っている。その子供も"リョウ"と名付けられた。
スギ
眼鏡をかけた青年。本名は「杉村（すぎむら）」。日本本島にいた頃から自殺島の存在を知っていた。
知恵者であり、塩を採る際に塩田を提案した他、リョウが筏で本土へ戻ろうとしたときには自作の方位磁針を彼に手渡したり、海側のグループとの抗争でも戦略を練るグループの頭脳的存在となる。
本土にいた際、首吊り自殺を試みて失敗した過去を持つ。子供の頃から人と接することが苦手で、大学を出た後「1人で幸せを得る」ために文筆業になることを志す。しかし、そこでも人とのコミュニケーション能力が必要であるという現実にぶつかり、自殺へと追い込まれていった。
島解放後は｢自殺島の日々｣を出版、ベストセラーになる。収入の殆どを島の運営費に寄付してしまった。
ボウシ
髪を長く伸ばし、常に帽子をかぶっている男性。自身の名前を嫌っているため、「ボウシ」と名乗っている。当初は肥満気味の体型だったが、作中の過程で次第に痩せた描写となっていく。
他人に誇れるものが何も無く、同類と目したセイを「持たざる同志」と呼んでいた。当初は他にできることが無いという理由で農作業に従事していたが、やがて島での生活や狩猟採集に必要な道具を考案し製作するようになり、グループに貢献していく。サワダグループとの抗争においてはグループの武装化のため盾や槍などの武器防具も製作する。
海側のグループの女性による襲撃で親友のミノルを喪ったことで、それから数日間は一心不乱に武器の製作に勤しむ。ナットを撃ち出せば一斗缶を貫通するほどの威力を持つスリングショット、それを上回る弓矢用のスリングショット、戦車などを製作し、サワダグループに対して激しい殺意を向けるようになる。これらの武器は皆に開戦を決意させるきっかけにもなった。
中盤からタエと両想いになり、精神的にも成長するが、彼女のことになると冷静さを失う場面もある。同じ「持たざる者」として、セイにも理解できなかったカイの歪みと浅さを鋭く非難し、一度も冷静沈着な態度を崩すことのなかったカイを酷く動揺させた。
ケン
仲間と共にセイを襲い、肉を奪おうとした男。この島で生きようとするセイの姿を見て改心し、彼の理解者となる。セイの協力で弓を製作し、狩猟にも同行するようになる。元は海側のグループにいた。ナオに惚れており、彼女が山側のグループに逃亡してきた後も何かと気にかけている。
父親は親戚の保証人になったため多額の借金を抱えており、ケンが物心ついた時には利息を返すためだけに働いているような状態だった。そんな父親を見て育ったため、何もやる気が起きず、本土で暮らしていた時はただ死ぬまでの日々を漫然と過ごすだけであった。
トモ
長い髪を後ろで束ねている青年。セイと仲が良い。過去に沖縄で暮らしていたことがある。
小さな街の医師の家に生まれ、両親と妹がいるごく普通の家庭に育った。しかし、中学生になった頃から自身が性同一性障害であることに気付き、悩んでいた。隠し持っていた女物の服が見つかったことを機にそのことを告白するも、父親からは理解されず「化け物」呼ばわりされる。父親はトモの趣向を無理矢理矯正しようと試み、それが原因で家庭崩壊に陥っていった。
セイが自身の性同一性障害のことを知りながらも全て受け入れたことを機に、グループ全員の前で告白する。グループの女性たちは既に認識しており、他の面々も戸惑いながらも受け入れている。
カイの作戦に基づいた襲撃の際に人質として捕らわれる。セイたちが救助に向かうも、心は女であることを見抜いたサワダに抱かれ、そのことを認めたくない一方で自身を女性として扱ったサワダを否定しきれず山側のグループへ戻れずにいたが、最後の抗争で人質として利用されていたところを救助される形で復帰した。
ミノル
実家は農家で、経験を活かしてグループの農耕に従事する。本土にいたころは、農業に意義が見出せず家を出たが、その後も生き甲斐を見つけられなかったという過去を持つ。島に来てからは、グループの人たちが自身の作った作物を食べる光景を目の当たりにしたことで充足感を得るようになる。
海側のグループの女性による襲撃で数箇所の刺し傷を負い、以降は看病されながら療養するが、稲田がものになるかどうかの大切な時期に休んでいることはできないと周囲の反対を押し切って田園に出る。日に日に衰弱していくも、リョウの用意したソファに座って皆に指示を出しながら稲田の完成を見届ける。最後は黄金の稲穂の波の中、長らく言えなかった感謝の言葉を両親に伝える幻想を見ながら満ち足りた顔で死亡した。
ミキ
髪を肩まで伸ばした、そばかすが特徴的な女性。素潜りが得意。リョウに好意を抱いており、リョウが筏を作って島を出ようとした時も行動を共にした。
本土にいたころは、男性依存が原因で恋人に去られ、以後も別れを繰り返していく内に精神的に追い詰められ、服薬による自殺未遂を行うようになった。
リュウ
本名は「リュウジ」。好戦的な性格で、過失ではあるが同じグループの人間をケンカの末に殺してしまったこともある。
海側のグループとの抗争が激しくなってきた際、争いを厭ったリョウからリーダーを託される。
24歳の時、結婚を機に独立して従業員3人の小さな運送会社を立ち上げた。徐々に業績も上がり子供も産まれ、すべて順調にいっているように思えたが、不況のあおりで経営難となり給料を下げたことで従業員は全員辞めていった。その後は寝る間も惜しんで業務の全てを1人で行ってきたが、居眠り運転で事故を起こし5人の死傷者を出してしまう。莫大な債務が残り妻からも離婚届が送られてきたリュウは、気力を無くし刑務所内で自殺未遂を3度繰り返した後、自殺島へと送り込まれることになった。
レイコ
眼鏡をかけた女性。奔放な性格の妹とは正反対に、幼少のころから周囲に迷惑をかけない「いい子」であることを心がけて過ごしていた。しかし、自身とは正反対の奔放だった妹が普通に結婚し幸せな家庭を築いた頃から実家での暮らしに居心地の悪さを感じるようになり、やがていつまでも結婚しないことを両親から窘められたことで今までの「いい子」だった自分の全てを否定されたように感じ、精神の均衡を崩して自殺未遂を繰り返すようになっていった。 ナオを連れ戻そうとやって来た海側の男達に巻き込まれる形で狙われるが、ナオの機転で廃病院の屋上まで辿り着き、狼煙をあげてセイたちに知らせ危機を免れる。この時にナオと仲良くなり、妊娠中に自殺を図ったナオを慰めるなど、彼女の理解者となる。
収穫祭の夜にリュウに告白する。島解放後に彼と結婚し、ナオと島唯一の食堂を営む。
タエ
本土では看護師をしていた。作中ユミと呼ばれている場面があるが、それ以降はタエと呼ばれている。
怪我人が出た際に看病をすることが多い。本人曰く、目の前で患者が死んでいくことに耐え切れなくなり、看護師を辞めている。
道具を製作することでグループに貢献していくボウシに好意を抱くようになる。
ナオ
海側のグループからセイたちのグループに移動した女性。自称「癒し担当」で、この島で売春をして生活してきた。挑発的な服装で島にいる他の女性たちとは違う雰囲気を持つが、手首にリストカットの痕がある。本土にいたころは母子家庭で、愛情を求め多数の男性と性交渉するなどしていた。
妊娠が発覚すると、女としての自分はもう必要とされないと思い込み、崖から海へ飛び込んだり、さらには自分の腹を刺そうとするなどの行為に及ぶが、いずれも救出もしくは説得され、未遂に終わる。
作中の終盤、女性たちの協力の末、女児を出産する。
鈴木 ノリオ（すずき ノリオ）
眼鏡をかけ、太った体型をした男性。セイたちが島に送られてきてから約半年後に島に新たに送り込まれてきた集団の1人。
その容姿から、本土では周囲の人間に蔑まれ続けてきたという過去を持つ。女性との性行為を渇望しサワダのグループへの加入を希望するが、カイの提案でセイかリョウを殺害するよう命じられる。初めての殺人行為に躊躇っていたところを、織田に説得され殺害を取りやめ、以後は山側のグループで生活する。
タナカ
初めて漁をする前日に皆で協力することに期待を抱いていたが、その夜、電気コードで首を吊って自殺した。
吉村（よしむら）
セイを襲い、肉を奪おうとしたが、夜の山中で恐怖にかられ、パニックに陥って大怪我を負う。自身の行いを悔やみ、セイに謝罪しようとしていたが、怪我が元で死亡する。
青木（あおき）
セイを襲い、肉を奪おうとした。失敗しグループに逃げ戻った後、セイを孤立させるべく、真相を捻じ曲げて皆を扇動しようとするが、嘘が発覚し逆に孤立する。居場所が無くなったことに怯えていたが、「何者か」に自殺を促された後、翌朝に縊死体となって発見される。
ヨネダ
顎髭を生やした、頬のこけた男。リョウがグループから離れていた時期、食料の採集には加わらず、他の無法者たちと共にグループから食料を奪って過ごしていた。リョウが復帰した後はグループから孤立しかけていたが、リョウのとりなしで仲間の輪に入り、生活を共にするためにルールにも従うようになる。ナオを気に入っており、しょっちゅう彼女の元を訪れている。朝に弱く、寝坊を繰り返して漁に失敗し、リュウに度々怒鳴られている。
さおり
何かと相談に乗ってくれていたカイに恋愛感情を抱く。カイに自殺を促された際、もう少し頑張ってみようと自殺を思い留まろうとするが、絞殺される。死後、首吊り自殺に偽装されるが、スギに他殺と見抜かれる。
スズキ タツヤ
セイたちが島に送り込まれた時から登場しており、生活を共にしていた。
長らく名前を明かしていなかったが、海側のグループの女性たちの襲撃時にナイフで刺され、死亡する直前に名を名乗った。
サユ
長い黒髪の女性。本土にいたころは服飾をしていた模様。廃校のカーテンでケンたちの衣服を作る。タエとリヴのウェディングドレスも廃病院のシーツとカーテンで製作した。

### 海側のグループ
サワダ
海側のグループのリーダー。島に来た初日に、セイたちと別れ数人と山の中に入り、その後の消息はしばらく不明となっていた。この間に、ニワトリやヤギなどを発見するなど食料の確保を率先して行い、他の面々を導くリーダーとなる。
その後、次第に「暴君」となり、大勢の女性を囲って男性メンバーたちの相手をさせたり、さらには人間の死体をも食らうようになり、そのためにグループに所属している人間たちからはカリスマ視される一方で怖れられている。ナオに執着し、自身のもとに連れ戻すようグループのメンバーに命じ、これがグループ間抗争の火種となる。
本土にいたころは麻薬の売人だったが、自分で商品に手を付けたことでヤクザに追われる日々となる。セイたちと別れた後もバナナを奪うために殺人を犯し、女性を強姦するなどし、やがて「本能を満たせればそれでいい」という達観した死生観を持つようになったという。
最後の抗争にて、集落を捨て山側の男たちの襲撃の隙をついて山側の集落を乗っ取り、学校の校舎で人質を取ることで有利な戦況に持ち込むが、ロープを使って屋上から侵入してきたセイたちにの奇襲で、一転して追い詰められる。矢傷を負い逃亡するも、セイたちの追撃に遭い、夜中の海に逃げ込んだ結果、サメの餌食になるという最期を迎えた。
一連の抗争が終結した後、「自分の臆病さを隠すために、島で得たカリスマ性を利用して凶暴になっていった弱い男」であったことがナオの口から語られた。

### その他
青山 英子（あおやま えいこ）
セイと同じ学校に通っていた先輩の女生徒。弓道部部長で図書委員。内気だったセイの数少ない話し相手であり、弓矢のことを色々教える。しかし教師との許されない恋愛に苦悩し、ある日投身自殺する。
島に送られて間もないころ、セイは目が覚めた際に傍にいた女性(後のリヴ)に彼女の姿を重ねていた。
エリ
かつてリョウと同棲していた恋人。リョウと出会う以前は寂しい環境にあったらしく、ふたりは「似た者同士」だった。3年ほど生活を共にしたが、ある日バイクで2人乗りで走行中、交差点で居眠り運転の車と衝突し、死亡した。
リョウは彼女を想い続けており、彼女の死はリョウの度重なる自殺未遂のきっかけとなった。
先住者
セイたちが島に送られてくる以前から山の中に潜み暮らしていた男。本土で人を殺して自殺島(当時は無法島と呼ばれていた)に島流しにされた。島内での争いが激しくなる前に山中に逃れ、半野生化した野菜を拾い集めて畑を作り、隠遁生活を送っていた。最初の鹿狩りで山へ入ったセイが偶然住居を発見し、肉の半分と引き換えに燻製の作り方を教え、子犬(後のイキル)を譲る。その後冬になり畑の作物が全滅したため、セイを頼ろうと山を下りる。途中でリヴを人質にとったカイと対峙するセイに出会い、囮役となりリヴの救出に貢献。島解放後は来訪者へ農業とサバイバル術を指導している。
織田（おだ）
ルポライター。自殺島を取材するために、自殺未遂者たちに紛れて政府の船に乗せられて島に上陸を果たした。上陸後はセイたちのグループに加わって生活を共にする。島解放後に出版した潜入ルポはスギの本に押されて売り上げが伸びず。新たなネタを探して奮闘している。
ハナ
レイコの妹。真面目な性格のレイコとは正反対の奔放な性格で両親を振り回していた。高校卒業後はフリーターとして暮らしていたが、アルバイト先の正社員の男性とできちゃった結婚をする。結婚後は実家近くのマンションに住み、誕生した子供を連れて頻繁に実家を訪れるようになる。幸せな家庭を築いた事により、両親との関係は良好になるが、彼女が結婚出産した事により、未だ独身でいるレイコが両親から結婚や出産を急かされるようになった事が原因でレイコは精神のバランスを崩すことになる。

## 書誌情報
- 森恒二 『自殺島』 白泉社〈ジェッツコミックス[注釈 3]〉、全17巻
  1. 2009年8月28日発売[9]、ISBN 978-4-592-14621-6
  2. 2010年1月29日発売[10]、ISBN 978-4-592-14622-3
  3. 2010年6月29日発売[11]、ISBN 978-4-592-14623-0
  4. 2010年11月29日発売[12]、ISBN 978-4-592-14624-7
  5. 2011年4月28日発売[13]、ISBN 978-4-592-14625-4
  6. 2011年9月29日発売[14]、ISBN 978-4-592-14626-1
  7. 2012年3月29日発売[15]、ISBN 978-4-592-14627-8
  8. 2012年9月28日発売[16]、ISBN 978-4-592-14628-5
  9. 2013年5月29日発売[17]、ISBN 978-4-592-14629-2
  10. 2013年11月29日発売[18]、ISBN 978-4-592-14630-8
  11. 2014年5月29日発売[19]、ISBN 978-4-592-14631-5
  12. 2014年10月29日発売[20]、ISBN 978-4-592-14632-2
  13. 2015年5月29日発売[21]、ISBN 978-4-592-14633-9
  14. 2015年11月29日発売[22]、ISBN 978-4-592-14634-6
  15. 2016年6月29日発売[23]、ISBN 978-4-592-14635-3
  16. 2016年10月28日発売[24]、ISBN 978-4-592-14636-0
  17. 2016年10月28日発売[25]、ISBN 978-4-592-14637-7
- 森恒二 『無法島』 白泉社〈ヤングアニマルコミックス〉、全6巻
  1. 2019年9月27日発売[26]、ISBN 978-4-592-16501-9
  2. 2020年3月27日発売[27]、ISBN 978-4-592-16502-6
  3. 2020年8月28日発売[28]、ISBN 978-4-592-16503-3
  4. 2021年4月28日発売[29]、ISBN 978-4-592-16504-0
  5. 2022年3月29日発売[30]、ISBN 978-4-592-16505-7
  6. 2022年9月29日発売[31]、ISBN 978-4-592-16540-8